# ماگدالنا پارتیدو
ماگدالنا پارتیدو (به اسپانیایی: Partido de Magdalena) یک منطقهٔ مسکونی در آرژانتین است که در استان بوئنوس آیرس واقع شده‌است.